# 武威縣 (西漢)
武威縣，中國古代的縣，治所在今甘肅省民勤縣東北。

## 沿革

### 漢晉
漢武帝時，置武威縣，隸酒泉郡，治所在今甘肅省民勤縣東北。元鼎六年（前111年），分酒泉郡東部置張掖郡，武威縣改隸張掖郡。地節三年（前67年），分張掖郡東部置武威郡，武威縣改隸武威郡。
新朝時，改武威郡為張掖郡，武威縣仍隸之。新朝滅亡後，張掖郡復名武威郡，武威縣仍隸之。
西晉時，武威縣併入姑臧縣。

### 唐朝
唐朝總章元年（668年），分姑臧縣復置武威縣，隸涼州。武周證聖元年（695年），併武威縣入神烏縣，改神烏縣為武威縣。